# Buš
Buš (deutsch Busch) ist eine Gemeinde in Tschechien. Sie liegt sieben Kilometer nordwestlich von Nový Knín und gehört zum Okres Praha-západ.

## Geographie
Der Ort befindet sich am Oberlauf des Sladovařský potok linksseitig des Moldautales mit der Talsperre Slapy. Westlich des Dorfes verläuft die Staatsstraße 102 zwischen Zbraslav und Nový Knín.
Nachbarorte sind Slapy und Přestavlky im Nordosten, die Feriensiedlungen Skalice und Ždáň im Osten, Měřín und Hrdlička im Südosten, Jílová und Čím im Süden, Křížov im Südwesten, Nové Dvory im Westen sowie Porostliny und Bouska im Nordwesten.

## Geschichte
Die erste schriftliche Erwähnung des Dorfes erfolgte am 10. August 1292 durch König Wenzel II. in der Gründungsurkunde des Zisterzienserklosters Aula regia. Nach der Zerstörung des Klosters durch die Hussiten im Jahre 1420 wurde das Dorf dem Gut Slapy untertänig. Kaiser Sigismund überschrieb Buš 1436 an Jakub von Řitka. Später kauften die Zisterzienser das Dorf zurück. Die Klostergüter fielen nach der Aufhebung des Klosters Königsaal 1785 dem Religionsfonds zu. Am 3. Jänner 1825 ersteigerte Karl Korb Ritter von Weidenheim (Karel Bedřich Srb) das Gut Slapy mit allem Zubehör und vereinigte es mit dem zugleich erworbenen Gut Davle zur Herrschaft Slapy. Im Jahre 1845 bestand Busch bzw. Busche aus 50 Häusern mit 361 Einwohnern, darunter einer jüdischen Familie. Abseits lagen die Chaluppe Nowálika, die zwei Dominikalhäuser von Dobrawoda sowie die befelderten Chaluppen Bauska und Chalupa. Pfarrort war Slap. Bis zur Mitte des 19. Jahrhunderts blieb Busch der Herrschaft Slap im berauner Kreis untertänig.
Nach der Aufhebung der Patrimonialherrschaften bildete Buš / Busch mit dem Ortsteil Povalilka eine Gemeinde im Gerichtsbezirk Dobříš. Ab 1868 gehörte die Gemeinde zum Bezirk Příbram. Im Jahre 1891 verkauften die Korb von Weidenheim den Großgrundbesitz an Friedrich Graf von Westphalen zu Fürstenberg. Zu Beginn des 20. Jahrhunderts wurden Buš und Buše alternativ als amtliche Ortsnamen verwendet. Theobald von Westphalen zu Fürstenberg verkaufte den Großgrundbesitz Slapy im Dezember 1917 an der Bankier und Industriellen Bohumil Bondy. Im Jahre 1932 lebten in Buš 234 Menschen. 1949 wurde die Gemeinde dem neugebildeten Okres Dobříš zugeordnet. Nach dessen Aufhebung im Jahre 1960 wurde Buš Teil des Okres Příbram und 1974 dem Okres Praha-západ zugewiesen.
Im Moldautal östlich des Ortes wurde zwischen 1951 und 1954 die Talsperre Slapy errichtet, die dem Hochwasserschutz dient. Sie ist heute ein Urlaubs- und Wassersportzentrum, auf dem Gemeindegebiet liegen die Feriensiedlungen Skalice und Ždáň. Mit dem Talsperrenbau wurde das romantische Sibyllental am Unterlauf des Sladovařský potok geflutet.

## Sehenswürdigkeiten
- Kapelle mit Glocke im Garten des Gemeindeamtes, das Bauwerk mit sechseckigem Grundriss entstand in der 1. Hälfte des 19. Jahrhunderts
- Sommereiche, der auf freiem Felde südwestlich des Dorfes stehende 13 Meter hohe Baum weist mit seiner Kronenbreite von 20 Metern eine außergewöhnliche Wuchsform auf. Er wurde 1998 als Baumdenkmal geschützt.